# Resolutie 5 Veiligheidsraad Verenigde Naties
Resolutie 5 van de Veiligheidsraad van de Verenigde Naties was de vijfde resolutie van de VN-Veiligheidsraad gedurende het eerste jaar van het bestaan van de Raad en de derde resolutie in verband met Iran. Ze werd aangenomen op de veertigste vergadering van de Veiligheidsraad, met tien stemmen voor bij afwezigheid van de Sovjet-Unie.

## Achtergrond
In 1941 was de Sovjet-Unie samen met Groot-Brittannië Iran binnengevallen omdat men de sjah verdacht van toenadering tot nazi-Duitsland.
Op 29 januari 1942 werd in het Tripartiteverdrag van Alliantie een datum genoemd voor de terugtrekking van de Sovjet-troepen. Desondanks waren de troepen na die datum nog steeds in Iran aanwezig.
Met resolutie 3 van 4 april had de Veiligheidsraad besloten de kwestie in verband met de terugtrekking van de Sovjet-Unie uit Iran af te wachten tot 6 mei. De Sovjet-Unie had de Veiligheidsraad toen immers verzekerd dat de terugtrekking gaande was en binnen vijf à zes weken afgerond zou zijn.

## Inhoud
Op 6 mei had Iran een rapport ingediend, zoals was gevraagd in resolutie 3, waarin het stelde nog niet in staat te zijn geweest om na te gaan of de USSR reeds een volledige terugtrekking had bewerkstelligd.
De Veiligheidsraad besloot daarom:
- de zaak te laten liggen tot de Iraanse regering genoeg tijd had gehad om dit alsnog na te gaan;
- de Iraanse regering te vragen een volledig rapport over deze kwestie in te dienen zodra ze daartoe de benodigde informatie had;
- de Iraanse regering te vragen om eveneens te rapporteren indien ze deze informatie niet ter beschikking had tegen 20 mei;
- verdere stappen pas te overwegen zodra het Iraanse rapport verkregen was.

## Verwante resoluties
- Resolutie 2 Veiligheidsraad Verenigde Naties riep Iran en de USSR op tot onderhandelingen.
- Resolutie 3 Veiligheidsraad Verenigde Naties erkende de vertraging bij de terugtrekking van de Sovjet-troepen.

Lijst ·  1 ·  2 ·  3 ·  4 ·  5 ·  6 ·  7 ·  8 ·  9 ·  10 ·  11 ·  12 ·  13 ·  14 ·  15